# Ralph Stockman

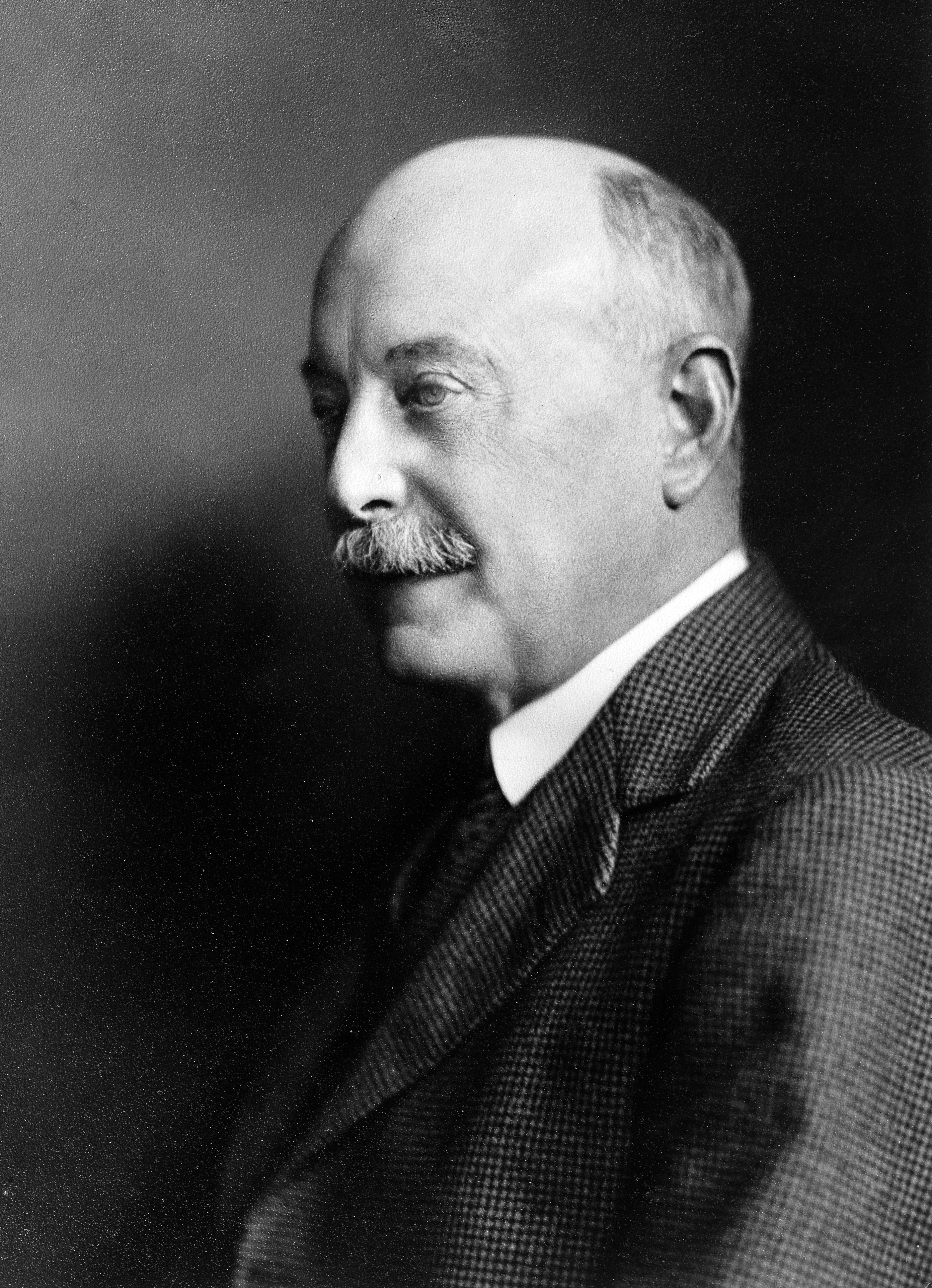
Ralph Stockman

Ralph Stockman (* 3. August 1861 in Leith; † 27. Februar 1946 in Edinburgh) war ein schottischer Mediziner und Pharmakologe.

## Leben
Der zweite Sohn des Kaufmanns W. J. Stockman besuchte die Royal High School in Edinburgh. Nach seinem Abschluss (M.B., 1882) an der University of Edinburgh setzte er sein Studium in Wien und Straßburg fort. 1883 und 1889 lehrte und forschte er als Assistent in Edinburgh und übernahm dann eine Dozentenstelle für Materia medica in Edinburgh.
Von 1897 bis 1937 war er Regius Professor of Materia Medica und eine führende Autorität auf dem Gebiet der Pharmakologie. Von 1900 bis 1926 wirkte er auch als Arzt der Western Infirmary in Glasgow. Er leistete Grundlagenforschung in der Ätiologie der Eisenmangelanämie. Er befasste sich mit rheumatischen Erkrankungen und Arthritis.
Stockman war Fellow des Royal College of Physicians of Edinburgh, der Royal Faculty of Physicians and Surgeons of Glasgow, und ab 1888 der Royal Society of Edinburgh.

## Veröffentlichungen
- Report on the Coca Alkaloids
- Pharmacology of Morphine and Its Derivatives, 1890 (mit David Brown Dott (1852–1941))
- Ueber die Ausscheidung der Gerbsäure im Harn, 1897
- Ingestion and excretion of iron in health, 1897
- The Action of arsenic on the bone-marrow and blood, 1898
- Rheumatism and Arthritis, 1920